# HMS C16
HMS C16 – brytyjski okręt podwodny typu C. Zbudowany w latach 1906–1908 w Vickers w Barrow-in-Furness. Okręt został wodowany 19 marca 1908 roku i rozpoczął służbę w Royal Navy 5 czerwca 1908 roku. Pierwszym dowódcą był F. H. D Byron.
W czasie manewrów na Morzu Północnym w dniu 14 lipca 1909 roku, na południe od Cromer zderzył się z bliźniaczym okrętem podwodnym HMS C17. Zginęła prawie cała załoga.
W 1914 roku C16 stacjonował w Devonport przydzielony do Dziesiątej Flotylli Okrętów Podwodnych (10th Submarine Flotilla) pod dowództwem Lt. Geoffrey N. Biggsa. 16 kwietnia 1917 roku nieopodal Harwich okręt uległ zatopieniu w czasie kolizji z brytyjskim niszczycielem HMS „Melampus”. Okręt osiadł na głębokości 18 m. Załoga próbowała się uratować, poprzez zalanie okrętu i próbę wydobycia się przez właz, którego nie udało się otworzyć i cała załoga zginęła. C17 został wydobyty i naprawiony i ponownie wcielony do służby.
Okręt został sprzedany w 12 sierpnia 1921 roku i zezłomowany.